# Ferrovia Plauen-Cheb
La ferrovia Plauen-Cheb è una linea ferroviaria internazionale che collega la città di Plauen, in Germania, con quella di Cheb, nella Repubblica Ceca.

## Caratteristiche

### Percorso
| Unknown route-map component "CONTfa" |

| Station on track |

| Unknown route-map component "CONTgq" | Unknown route-map component "ABZgr" |  |

| Unknown route-map component "hSTRae" |

| Stop on track |

| Stop on track |

|  | Unknown route-map component "vSHI1+l-STR+l" | Unknown route-map component "CONTgeq" |

|  | Unknown route-map component "vHST" |

| Unknown route-map component "SPLe" |

| Station on track |

| Small bridge over water |

| Unknown route-map component "SKRZ-Au" |

| Stop on track |

| Small bridge over water |

|  | Unknown route-map component "eABZg+l" | Unknown route-map component "exCONTgeq" |

| Station on track |

| Stop on track |

| Small bridge over water |

| Unknown route-map component "exCONTfaq" | Unknown route-map component "eABZg+r" |  |

| Station on track |

|  | Unknown route-map component "ABZgl" | Unknown route-map component "CONTfq" |

| Stop on track |

| Stop on track |

| Stop on track |

| Unknown route-map component "STR+GRZq" |

| Unknown route-map component "STR+GRZq" |

| Station on track |

| Unknown route-map component "STR+GRZq" |

| Unknown route-map component "STR+GRZq" |

| Unknown route-map component "STR+GRZq" |

| Stop on track |

| Unknown route-map component "STR+GRZq" |

| Unknown route-map component "STR+GRZq" |

| Station on track |

| Unknown route-map component "CONTgq" | Unknown route-map component "ABZg+r" |  |

| Stop on track |

| Station on track |

|  | Unknown route-map component "ABZgl" | Unknown route-map component "CONTfq" |

| Stop on track |

| Unknown route-map component "SKRZ-Ao" |

| Unknown route-map component "hKRZWae" |

|  | Unknown route-map component "ABZg+l" | Unknown route-map component "CONTgeq" |

| Station on track |

| Unknown route-map component "CONTgq" | Unknown route-map component "xABZglr" | Unknown route-map component "CONTfq" |

| Unknown route-map component "exCONTf" |